# 行宮
行宮（あんぐう/かりみや）とは、皇帝もしくは天皇の、行幸時あるいは、政変などの理由で御所を失陥しているなどといった場合、一時的な宮殿として建設あるいは使用された施設の事を言われる。他に行在所（あんざいしょ）、御座所（ござしょ）、頓宮（とんぐう）とも。
日本の行宮の初出は、神武天皇が東征（神武東征）のとき、吉備国に行宮を建ててこれに居たというものである。すなわち高島宮である。
また、神社によっては行宮を持つものもある。

## 日本の行宮
- 穴門豊浦宮
- 東京 ‐ 東京が日本の首都であると直接的に定めた法令は存在せず、「現在の皇居も一時的な宮殿」との主張が可能。東京奠都、日本の首都、なども参照。
- 飛鳥河辺行宮
- 津村行宮
- 若松行宮

など。

### 後醍醐～後亀山天皇に関わる行宮
- 吉野行宮：奈良県吉野町と天川村にあり、跡地は金峯山寺の妙法殿や天河神社付近の黒木御所など。1336年に京都を脱出した後醍醐天皇がここで南朝を開くが、1348年に高師直率いる幕府軍が焼き払い後村上天皇は賀名生に行宮を移す。その後、1368年から1369年まで、また1373年に長慶天皇が行宮を置くが、1379年にはすでに行宮が栄山寺に移されている。
- 天野行宮、金剛寺行宮：大阪府河内長野市にある金剛寺。1354年から1359年まで後村上天皇の行宮となるが、1360年に畠山国清率いる幕府軍により40余りの塔頭が焼かれる。
- 男山八幡行宮：石清水八幡宮。1352年の八幡の戦いの際に後村上天皇が行宮を置き、楠木正儀らが陣を構えるが、兵糧攻めを受けて脱出。
- 賀名生行宮：奈良県五條市にある。1348年に後村上天皇が行宮を設ける。その後、1373年から1392年まで後亀山天皇の行宮となる。
- 観心寺行宮：大阪府河内長野市にある観心寺。1359年から1360年まで後村上天皇が行宮となる。
- 住吉行宮：大阪市住吉区の住吉大社付近。1360年から後村上天皇が1368年に死ぬまで行宮とする。1368年に長慶天皇がここで即位後、吉野に行宮を移す。
- 船上山行宮：1332年の船上山の戦いで勝った後醍醐天皇が行宮を置き、倒幕の綸旨を発する。
- 栄山寺行宮：奈良県五條市にある栄山寺。後村上・長慶・後亀山天皇の行在所となる。

### 神社における行宮
- 御霊神社堀江行宮
- 住吉大社大鳥大社宿院頓宮
- 難波神社行宮 ※所在地は西区堀江
- 坐摩神社行宮

など。

## 日本以外の行宮

### 清
- 西安
- 太原
- 熱河
- 奉天行宮
- 頤和園
- 圓明園

など。